# Bieberehren
Bieberehren est une commune de Bavière (Allemagne), dans l'arrondissement de Wurtzbourg, en Basse-Franconie.